# Lebisia vadoni
Lebisia vadoni là một loài bọ cánh cứng trong họ Cerambycidae.